# Démonstration élémentaire
En mathématiques, une preuve élémentaire est une démonstration mathématique qui n'utilise que des techniques de base. Plus précisément, le terme est utilisé en théorie des nombres pour désigner des preuves qui ne font pas appel à l'analyse complexe. Historiquement, on pensait autrefois que certains théorèmes, comme le théorème des nombres premiers, ne pouvaient être prouvés qu'en invoquant des théorèmes ou des techniques mathématiques "plus élevés". Cependant, au fil du temps, bon nombre de ces résultats ont également été réfutés par la suite en utilisant uniquement des techniques élémentaires.
Bien qu'il n'y ait généralement pas de consensus quant à ce qui est considéré comme élémentaire, le terme fait néanmoins partie intégrante du jargon mathématique. Une preuve élémentaire n'est pas nécessairement simple, dans le sens où elle peut ne pas être facile à comprendre ou triviale. En fait, certaines preuves élémentaires peuvent être assez compliquées - et cela est particulièrement vrai lorsqu'il s'agit d'un énoncé d'une importance notable.

## Théorème des nombres premiers
La distinction entre les preuves élémentaires et non élémentaires a été considérée comme particulièrement importante quand on s'est intéressé au théorème des nombres premiers. Ce théorème a été prouvé pour la première fois en 1896 par Jacques Hadamard et Charles Jean de la Vallée-Poussin en utilisant l'analyse complexe  . De nombreux mathématiciens ont alors tenté de construire des preuves élémentaires du théorème, sans succès. G.H. Hardy a exprimé de fortes réserves ; il considérait que la « profondeur » essentielle du résultat excluait les preuves élémentaires :
« No elementary proof of the prime number theorem is known, and one may ask whether it is reasonable to expect one. Now we know that the theorem is roughly equivalent to a theorem about an analytic function, the theorem that Riemann's zeta function has no roots on a certain line. A proof of such a theorem, not fundamentally dependent on the theory of functions, seems to me extraordinarily unlikely. It is rash to assert that a mathematical theorem cannot be proved in a particular way; but one thing seems quite clear. We have certain views about the logic of the theory; we think that some theorems, as we say "lie deep" and others nearer to the surface. If anyone produces an elementary proof of the prime number theorem, he will show that these views are wrong, that the subject does not hang together in the way we have supposed, and that it is time for the books to be cast aside and for the theory to be rewritten. »
— G. H. Hardy (1921)
, Lecture to Mathematical Society of Copenhagen. Cité par Goldfeld (2003), p. 3

« Aucune preuve élémentaire du théorème des nombres premiers n'est connue, et on peut se demander s'il est raisonnable d'en attendre une. Nous savons maintenant que le théorème est à peu près équivalent à un théorème sur une fonction analytique, le théorème selon lequel la fonction zêta de Riemann n'a pas de racine sur une certaine droite. Une preuve d'un tel théorème, non fondamentalement dépendante de la théorie des fonctions, me paraît extraordinairement improbable. Il est téméraire d'affirmer qu'un théorème mathématique « ne peut pas » être prouvé d'une manière particulière ; mais une chose semble assez claire. Nous avons certaines opinions sur la logique de la théorie ; nous pensons que certains théorèmes, comme nous disons, "sont profonds" et d'autres plus proches de la surface. Si quelqu'un produit une preuve élémentaire du théorème des nombres premiers, il montrera que ces vues sont fausses, que le sujet ne tient pas comme nous l'avons supposé, et qu'il est temps que les livres soient écartés et que la théorie soit réécrite. »
— Lecture to Mathematical Society of Copenhagen. Cité par Goldfeld (2003), p. 3
Cependant, en 1948, Atle Selberg a produit de nouvelles méthodes qui l'ont amené, ainsi que Paul Erdős, à trouver des preuves élémentaires du théorème des nombres premiers. 
Une formalisation possible de la notion d '« élémentaire » en relation avec une preuve d'un résultat théorique des nombres est la restriction que la preuve peut être effectuée en arithmétique de Peano .[réf. nécessaire] Dans ce sens également, ces preuves sont élémentaires.[réf. nécessaire]

## La conjecture de Friedman
Harvey Friedman a conjecturé, "Chaque théorème publié dans les Annals of Mathematics dont l'énoncé n'implique que des objets mathématiques finitaires (c'est-à-dire, ce que les logiciens appellent un énoncé arithmétique) peut être prouvé en arithmétique élémentaire."  La forme d'arithmétique élémentaire dont il est question dans cette conjecture peut être formalisée par un petit ensemble d'axiomes concernant l'arithmétique entière et l'induction mathématique. Par exemple, selon cette conjecture, le dernier théorème de Fermat devrait avoir une preuve élémentaire ; la preuve de Wiles du dernier théorème de Fermat n'est pas élémentaire. Cependant, il existe d'autres déclarations simples sur l'arithmétique telles que l'existence de fonctions exponentielles itérées qui ne peuvent pas être prouvées dans cette théorie.